# Revue
Pour les articles homonymes, voir Revue (homonymie).

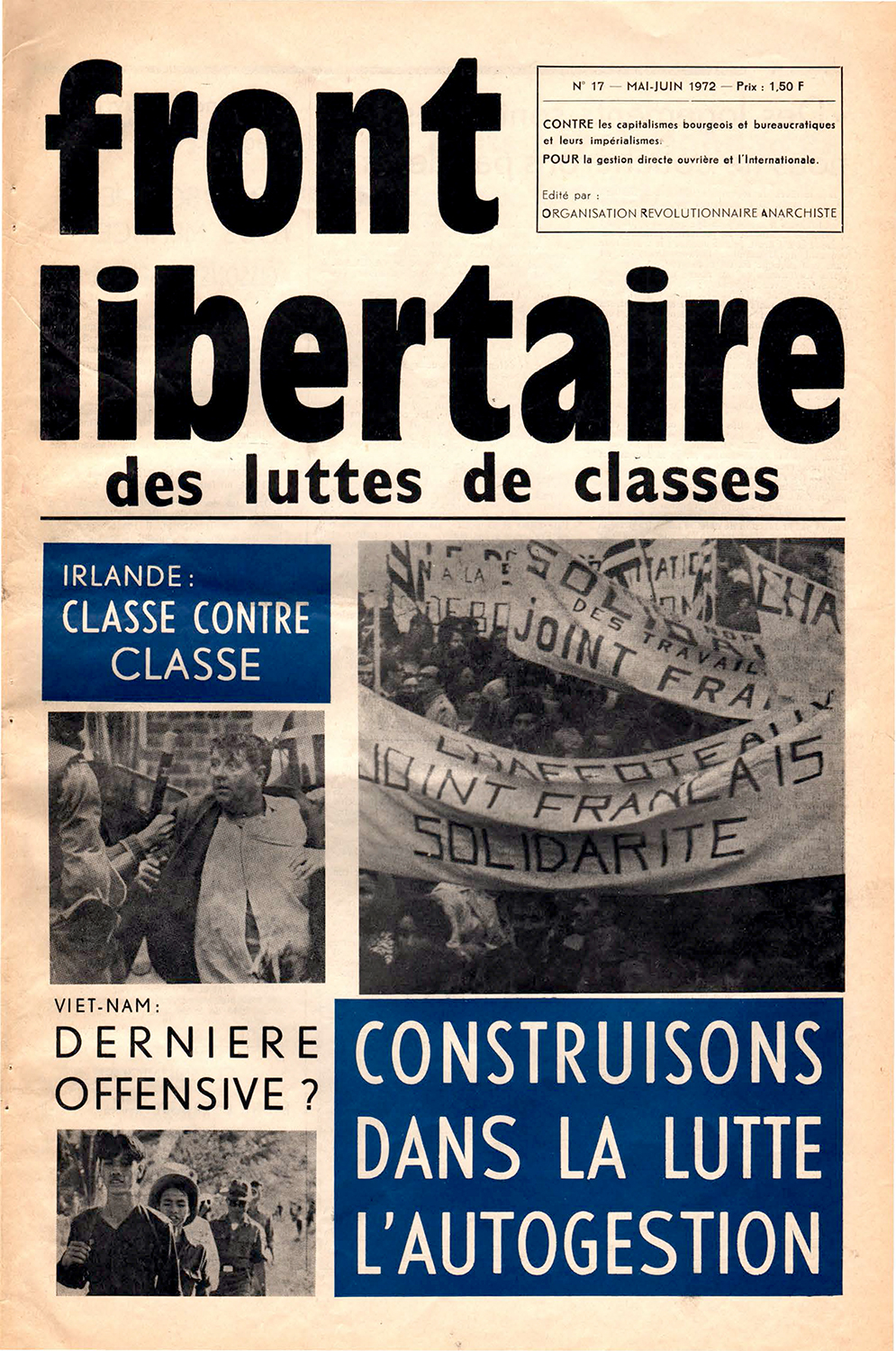
Le mensuel de l'Organisation révolutionnaire anarchiste, pour la date de mai-juin 1972.

Une revue est une publication périodique, au rythme de parution en général mensuel, et souvent spécialisée dans un domaine précis, ce qui, par son format, son économie, la nature de son contenu et l'origine de ses contributeurs, la distingue du format magazine.

## Sémantique
En français, l'usage courant du mot « revue » pour désigner une forme de publication périodique commence à se mettre en place au cours du premier tiers du XIXe siècle (voir la Revue des deux Mondes, ou la Revue de Paris, 1829).
D'un point de vue étymologique, le mot « revue » est issu du réemploi, par l'anglais, du mot review, et prend sa source dans le langage militaire (d'où l'expression « passer en revue » : des troupes, du matériel… et par extension, des faits). Vers 1650, en anglais, a reviewer est justement « quelqu'un qui examine d'un point de vue critique et émet des jugements sur de nouvelles publications ou productions ».
Les mots « revue » et « magazine » tendent à être synonymes, dans l'usage du français, jusque dans les années 1950. On parle aussi de « revue spécialisée » sans exclure pour autant le fait qu'une revue puisse aborder un grand nombre de sujets (voir XXI).

## Histoire d'un support
L'histoire des revues est liée à celle de la presse écrite.
Le sens moderne du mot revue fait suite à une longue série d'appellations qui, depuis grosso modo le XVIIe siècle, qualifient un genre de publication périodique, mais qui se spécialise très tôt : par exemple, le Journal des savants rapporte dès 1665, sous la forme d'un bulletin, des avis, des points de vue critique d'ordre littéraire et scientifique, des actualités relatives à ce qui a eu lieu ici ou ailleurs : c'est un outil de réflexion et de liaison destiné aux lecteurs désireux d'être informés sur la vie culturelle. Fidèle miroir des puissants, le Mercure françois, la plus ancienne « revue » francophone connue, proposait dès 1611, de revenir plutôt sur des faits d'actualité marquants (la vie à la Cour, la guerre, la diplomatie) et sera repris en 1638 par Théophraste Renaudot, le créateur de La Gazette. La symbolique de Mercure employée ici, divinité reliée aux échanges (commerciaux, intellectuels, etc.), fit école dans la plupart des pays européens. 
Vers la fin du XVIIe siècle, paraissent en Angleterre et en France, suivant un rythme mensuel, des publications ouvrant un espace à la critique et à des productions inédites (articles scientifiques, poèmes, nouvelles), comme Le Mercure galant (dès 1672) ou le Gentleman's Journal, qui se distinguent du quotidien et ne prennent pas position sur l'actualité immédiate. L'exploration scientifique, les sociétés savantes, plus tard si chères aux Lumières, trouvent dans les revues le support idéal pour communiquer leurs travaux : ainsi, à Londres, initié dès 1665, les Philosophical Transactions of the Royal Society deviennent un terrain d'échange spéculatif.
Publié à un rythme annuel dès 1683, l’Almanach royal, proche de l'esprit d'une revue, permit  en France de communiquer à un public cultivé les noms de personnes et de lieux notables. L'année suivante, Pierre Bayle lance les Nouvelles de la république des lettres un mensuel contenant critique littéraire, historique, philosophique et théologique, et qui rencontre dans toute l’Europe un gros succès. Se considérant comme son héritière, l'Histoire des ouvrages des savants, est publiée à Rotterdam sous la direction de Henri Basnage de Beauval, le genre se heurte à la censure mais laisse présager l'émergence de l'esprit encyclopédique au sens moderne, la revue devenant un terrain de partage, de diffusion et d'explication des savoirs.
La Glorieuse Révolution britannique permit, par l’abrogation du Licensing Act la multiplication après 1695 de ce type de supports et l'investissement du champ politique, la censure étant relativement moindre qu'en France. Rappelons la création en 1731 à Londres du mensuel Gentleman's Magazine où, pour la première fois, se met en place l'idée de proposer aux lecteurs un panorama varié de sujets, des miscellanées. Parallèlement, The Critical Review, dès 1751, ouvre le champ de la critique littéraire en passant au crible toute la production, à un rythme mensuel, et accueille comme rédacteurs des écrivains connus. 
En 1756, La Revue des feuilles de Mr. Fréron fondée par François Le Prévost d'Exmes et Alexandre Deleyre semble être la première à utiliser le mot « revue » dans son titre : elle propose une « analyse de quelques bons ouvrages philosophiques, précédée de réflexions sur la critique ». Publiée à titre privée et rédigée à la main à quelques centaines d'exemplaires destinés à des abonnés, la Correspondance littéraire, philosophique et critique permit à Denis Diderot, entre 1759 et 1770, d'exprimer et défendre ses idées. Les revues s'affrontent entre elles et sont le lieu de polémiques.
Peu à peu, et dès avant le Révolution française, l'idée que la revue puisse devenir comme l'étendard d'une nouvelle école de pensée, le lieu d'un manifeste, l'endroit où exprimer ses découvertes, se met en place en Europe. Ainsi, par exemple, le romantisme germanique va dès 1798 s'illustrer via l’Athenäum, une revue qui connut un grand succès dans tous les milieux intellectuels de l'époque. En 1809, la Quarterly Review naît pour contrer The Edinburgh Review. En France, dans les années 1820-1830, les revues sont le lieu de querelles entre les tenants du romantisme et les classiques.
La transformation des moyens de production vers 1840 favorise l'explosion des titres périodiques. La revue paraît désormais avec des illustrations, et trouve un public élargi mais à mesure que le niveau d'éducation augmente, les revues se spécialisent : tous les domaines d'étude possèdent bientôt leurs revues. La couleur apparaît à la fin du XIXe siècle. Cette époque inaugure l'âge d'or des revues qui couvre une période se terminant dans les années 1930 et qui caractérise plutôt le champ littéraire. Des revues française comme La Revue blanche ou La Plume eurent une influence importante sur le plan des idées et permirent à de nombreux écrivains, poètes et artistes de faire leurs premiers pas. L'école symboliste puis l'Art nouveau, véritable révolution esthétique, trouvent à s'exprimer partout en Occident, par exemple  dans La Jeune Belgique ou Van Nu en Straks à Bruxelles, The Century Magazine à New York ou Jugend à Munich. 
Sur le plan scientifique, des savants comme Sigmund Freud ou Albert Einstein publient leurs premiers premiers travaux en revue, s'inscrivant dans une longue tradition et qui perdure aujourd'hui, les revues scientifiques étant toujours le lieu d'exposition privilégié de l'état des recherches.

## Évolutions contemporaines
D'après La Revue des revues, le nombre de titres tous genres confondus publiés en France depuis 1900, dépasserait les dix mille. Olivier Corpet parle, lui, d'une « passion revuiste » qui prend place au tournant des années 1900, et la revue peut être considérée à la fois comme un terrain de « création solitaire, une communauté utopique et un espace expérimental ». Ces trois caractéristiques, avec l'apparition des moyens d'expressions numériques en ligne, sont aujourd'hui réévaluées par la notion de coût : de nombreuses revues éditées sur papier tendent à se déplacer sur Internet, et dans un même mouvement, de nombreuses revues apparaissent directement en ligne sans passer par une édition papier (mais sans s'interdire la possibilité d'éditer une version imprimée).
Il reste entre autres le problème du lectorat et de son économie. Le temps où la Nouvelle Revue française constituait un « idéal de communauté esthétique et spirituelle » semble révolu. Paradoxalement, alors que de nombreux journaux et magazines enregistrent une nette érosion de leurs tirages, des revues comme Granta (Grande-Bretagne) ou XXI (France) connaissent depuis le milieu des années 2000 des niveaux d'abonnement et de ventes sensiblement supérieurs aux prévisions du marché.